# استقراگرایی
استقراگرایی یا اینداکشنیسم (به انگلیسی: Inductionism) فلسفه علمی است که در آن قوانین از مجموعه داده‌ها استقرا می‌شوند. برای مثال، می‌توان قدرت نیروهای الکتریکی را در فواصل مختلف از بارها اندازه‌گیری کرد و قانون مربع معکوس الکترواستاتیک را القا کرد. این مفهوم همراه با تحقیق‌پذیری، یکی از دو ستون دیدگاه قدیمی فلسفه علم محسوب می‌شود. کاربرد استقراگرایی می‌تواند نشان دهد که چگونه شواهد تجربی می‌توانند باور به تعمیم و قوانین طبیعت را تأیید یا به‌صورت استقرایی توجیه کنند.

## ریشه و توسعه
برخی از جنبه‌های استقرا به ارسطو نسبت داده شده است. برای مثال در تحلیل‌های پیشین یک قیاس استقرایی پیشنهاد کرد که برای اثبات گزاره اولیه و بی‌واسطه به‌کار می‌رفت. برای محققان این اصل علم برهانی را تشکیل می‌دهد. با این حال این فیلسوف یونانی نظریه دقیقی در مورد استقرا ارائه نداد. برخی منابع حتی بیان می‌کنند که مفهوم‌سازی ارسطویی از استقرا با تفاسیر جریان اصلی مدرن آن متفاوت است، به‌دلیل این موضع که استدلال‌های استقرایی از نظر قیاسی معتبر هستند.
شکل اولیه استقراگرایی مدرن با فلسفه‌های متفکرانی مانند فرانسیس بیکن مرتبط است. این را می‌توان در شیوه‌ای نشان داد که بیکن از جمع‌آوری پیوسته و فزاینده شواهد تجربی با استفاده از روشی که اصول کلی را از حواس و جزئیات استخراج می‌کند و به‌تدریج به کلی‌ترین اصول منجر می‌شود، دریافت.
همچنین گفته می‌شود که استقراگرایی مبتنی بر فیزیک نیوتنی است. این امر در کتاب قاعده استدلال در فلسفه اثر آیزاک نیوتن مشهود است، که در آن اعتقاد او مبنی بر ضرورت پوشش ویژگی‌های کوچک و غیرقابل مشاهده جهان از طریق روشی که پایه تجربی قوی دارد، بیان شده است. در این‌جا فرضیه‌ی نظری با استقرا از مقدمات به‌دست‌آمده از طریق مشاهده و آزمایش جایگزین شد.

## دیدگاه‌های مخالف
لازم به ذکر است که هیچ قانون علمی را نمی‌توان صرفاً تعمیم استقرایی واقعیت‌ها دانست، زیرا هر قانون به‌صورت جداگانه وجود ندارد. برای مثال این امر توسط متفکرانی مانند جان استوارت میل نشان داده شده است که معتقد بودند استقراگرایی اقدام اولیه در تدوین یک قانون کلی با استفاده از رویکردهای قیاسی به علم است. متفکرانی هستند که مدلی را پیشنهاد می‌کنند که ضد استقراگرایی محسوب می‌شود. از جمله این افراد می‌توان به کارل پوپر اشاره کرد که استدلال می‌کرد علم می‌تواند بدون استفاده از استقرا پیشرفت کند و این‌که یک عدم تقارن اساسی بین استقرا و قیاس وجود دارد.